# Richard Garrick
Richard Garrick (27 de diciembre de 1878 – 21 de agosto de 1962) fue un actor y director teatral y cinematográfico estadounidense de origen irlandés. 

## Biografía
Nacido en Portlaw, Irlanda, su verdadero nombre era Richard Thomas O'Brien. Su padre, James E. O’Brien, era sastre en Portlaw, contando entre sus clientes a Lord Waterford y a diferentes miembros de la nobleza y terratenientes. En 1882, James dejó Portlaw y emigró a los Estados Unidos. Allí se asentó en North Adams (Massachusetts), una ciudad en la que había industrias de algodón y que necesitaba el trabajo de fabricantes de ropa. Dos años más tarde, llegaron también a Estados Unidos su esposa Johanna y sus hijos.
En 1898, Richard Garrick se alistó en el Ejército de los Estados Unidos, sirviendo como cabo en 1900 en la compañía M del Regimiento de Infantería n.º 26 con sede en Miagao, Filipinas, durante la guerra filipino-estadounidense. Cuando volvió a North Adams, él trabajó un tiempo en la sastrería de su padre antes de decidir independizarse.
Garrick se aventuró a ir a Nueva York, donde consiguió papeles en obras teatrales como The Boys of Company B, The Flag Lieutenant, The Fourth Estate y The Monkey's Paw. En 1912 se encontraba en Los Ángeles, siendo miembro fundador de The Reel Club. A lo largo de los años 1910, Garrick actuó y dirigió diversas producciones de cine mudo, entre ellas Colonel Custard's Last Stand (1914). En 1915 ingresó en la Gaumont Film Company, encargándose de la dirección de la segunda Rialto Star Feature Company. En 1916 era director general de los estudios de Gaumont en Jacksonville (Florida). A pesar de ello, dejó su empleo en Gaumont para fundar la Garrick Studios Company, facilitando una instalación de cinco acres en Jacksonville que daba equipo y espacio para el trabajo simultáneo de 20 compañías. Sin embargo, en la temporada 1916-1917 muchos residentes de Jacksonville se opusieron a la presencia de la industria cinematográfica.
A causa de ello, Garrick viajó al extranjero y dirigió películas en el Reino Unido y en Francia. Cuando volvió a Estados Unidos, intentó dedicarse a su primera vocación, la interpretación teatral. Durante la Segunda Guerra Mundial, formó parte del reparto de Diez negritos, una producción de la United Service Organizations que se representó en el teatro de operaciones del Mediterráneo.
En 1947 Garrick se encontraba de nuevo en el teatro neoyorquino, actuando en Un tranvía llamado Deseo, junto a Marlon Brando y Jessica Tandy. En 1951 también participó en la adaptación cinematográfica.
Entre sus papeles televisivos figuran el de Benjamin Franklin en Night Strike, de la serie Calvacade of America (29 de abril de 1953 y 19 de octubre de 1954), y el de Thaddeus Grimshaw en el episodio Royal Carriage de la serie My Friend Flicka (16 de marzo de 1956).
A lo largo de su ilustre carrera, Richard Garrick pudo actuar junto a algunos de los más destacados intérpretes teatrales y cinematográficos de su época, entre ellos James Arness, Ed Begley, Marlon Brando, Lee J. Cobb, James Dean, Julie Harris, Brian Keith, Charles Laughton, Vivien Leigh, Karl Malden, Victor Mature, Ethel Merman,  Marilyn Monroe, Patricia Neal, Donald O'Connor, Maureen O'Sullivan, Anthony Quinn, Ronald Reagan, Ginger Rogers, Jean Simmons, Richard Todd, Spencer Tracy, Robert Wagner, John Wayne, Dennis Weaver y Richard Widmark.
Richard Garrick falleció en 1962 en Hollywood, California. Fue enterrado en el Cementerio Nacional de Fort Rosecrans, en San Diego (California).

## Teatro (Broadway)
- 1907 : The Boys of Company 'B', de Rida Johnson Young, con Mack Sennett
- 1907 : The Flag Station, de Charles A. Kenyon
- 1909 : The Flag Lieutenant, de W. P. Drury y Leo Trevor, dirección de Gustav von Seyffertitz, con Lumsden Hare
- 1909 : The Fourth Estate, de Harriet Ford y Joseph Medill Patterson, con Charles Waldron
- 1911 : A Certain Party, de Robert Hood Bowers y Edgar Smith
- 1931 : Thais, a partir de la novela de Anatole France, adaptación de Ellison Harvey
- 1943 : Feathers in a Gale, de Pauline Jamerson y Reginald Laurence
- 1947-1949 : Un tranvía llamado Deseo, de Tennessee Williams, dirección de Elia Kazan, con Marlon Brando, Jessica Tandy, Kim Hunter, Karl Malden, Rudy Bond y Nick Dennis

## Filmografía

### Director
- 1912 : Exposed by the Dictograph
- 1912 : The Part of her Life
- 1912 : When the Heart calls (también actor)
- 1912 : His Father's Bugle (también actor)
- 1912 : Baby Betty
- 1912 : A Wartime Romance (también actor)
- 1912 : The Three Valises
- 1912 : Officer Murray
- 1912 : The Laird's Daughter
- 1912 : A Heart reclaimed
- 1914 : The Yellow Streak (también actor)
- 1914 : The Wondrous Melody
- 1915 : The Collingsby Pearls (también actor)
- 1915 : Reunited
- 1915 : The House with Nobody it
- 1915 : The Card Players
- 1915 : The New Adam and Eve
- 1915 : A Tangle in Hearts
- 1916 : The Idol of the Stage (también actor)
- 1916 : The Drifter
- 1916 : According to Law
- 1916 : The Quality of Faith
- 1920 : Trent's Last Case
- 1920 : The Romance of a Movie Star
- 1920 : The Rank Outsider, con Miles Mander
- 1920 : The Pride of the Fancy
- 1925 : Le Soleil de minuit, codirigida con Jean Legrand, con Gina Manès (también actor)

### Actor (selección)
Cine
- 1914 : Tess of the Storm Country, de Edwin S. Porter
- 1934 : María Galante, de Henry King
- 1947 : Boomerang !, de Elia Kazan
- 1948 : Green Grass of Wyoming, de Louis King
- 1951 : Quo vadis?, de Mervyn LeRoy
- 1951 : Un tranvía llamado Deseo, de Elia Kazan
- 1952 : Bonzo goes to College, de Frederick De Cordova
- 1952 : ¡Viva Zapata!, de Elia Kazan
- 1952 : Dreamboat, de Claude Binyon
- 1952 : O. Henry's Full House, de Henry Hathaway, Howard Hawks, Henry King, Henry Koster y Jean Negulesco
- 1952 : Something for the Birds, de Robert Wise
- 1952 : Stars and Stripes Forever, de Henry Koster
- 1953 : Call me Madam, de Walter Lang
- 1953 : Powder River, de Louis King
- 1953 : Trouble along the Way, de Michael Curtiz
- 1953 : The System, de Lewis Seiler
- 1953 : Law and Order, de Nathan Juran
- 1954 : Riding Shotgun, de André De Toth
- 1954 : Desirée, de Henry Koster
- 1955 : Many Rivers to Cross, de Roy Rowland
- 1955 : East of Eden, de Elia Kazan
- 1955 : A Man called Peter, de Henry Koster
- 1955 : Violent Saturday, de Richard Fleischer
- 1956 : Hilda Crane, de Philip Dunne
- 1956 : Alta sociedad, de Charles Walters
- 1956 : The Mountain, de Edward Dmytryk
- 1957 : Las tres caras de Eva, de Nunnally Johnson

Televisión
- 1953 : Dragnet, temporada 3, episodio 11 The Big Will
- 1956 : My Friend Flicka, episodio 25 The Royal Carriage